# Margareta (missionär)
Margareta, ofta kallad Margareta lappkvinna, född omkring 1369, död omkring 1425, var en samisk missionär i Sverige.

## Biografi
Margareta var same och kristen. Hur hon kom i kontakt med kristendomen är okänt. Här finns dock två teorier. Heming Nilsson, ärkebiskop i Uppsala gjorde en resa till Torneå sommaren 1346. Han ska ha döpt omkring 20 samer och finnar under sin färd. Kanske var det här som Margareta kom i kontakt med kristendomen. En annan teori är att Margareta antogs komma från Åsele eller Lycksele lappmark då hon behärskade viss svenska, hon tycks dock ha lämnat sina hemtrakter år 1388 för att påbörja sin resa söderut. 
Margareta reste först till Uppsala. Här fick hon en skrivelse av dekanen Henrik och de övriga medlemmarna i Domkapitlet riktat till munkarna i Vadstena. Här ställer de frågan om Margaretas uppenbarelser kommer från Gud eller Satan.
Nästa stopp under Margarets resa blir i Strängnäs där hon träffar biskop Tord som ger henne goda rekommendationer och uppmanar munkarna i Vadstena att lyssna på henne med tålamod och vördnad. Några uppgifter om Margarets besök i Vadstena finns ej, istället möter vi henne åter igen i Malmö som då var danskt.

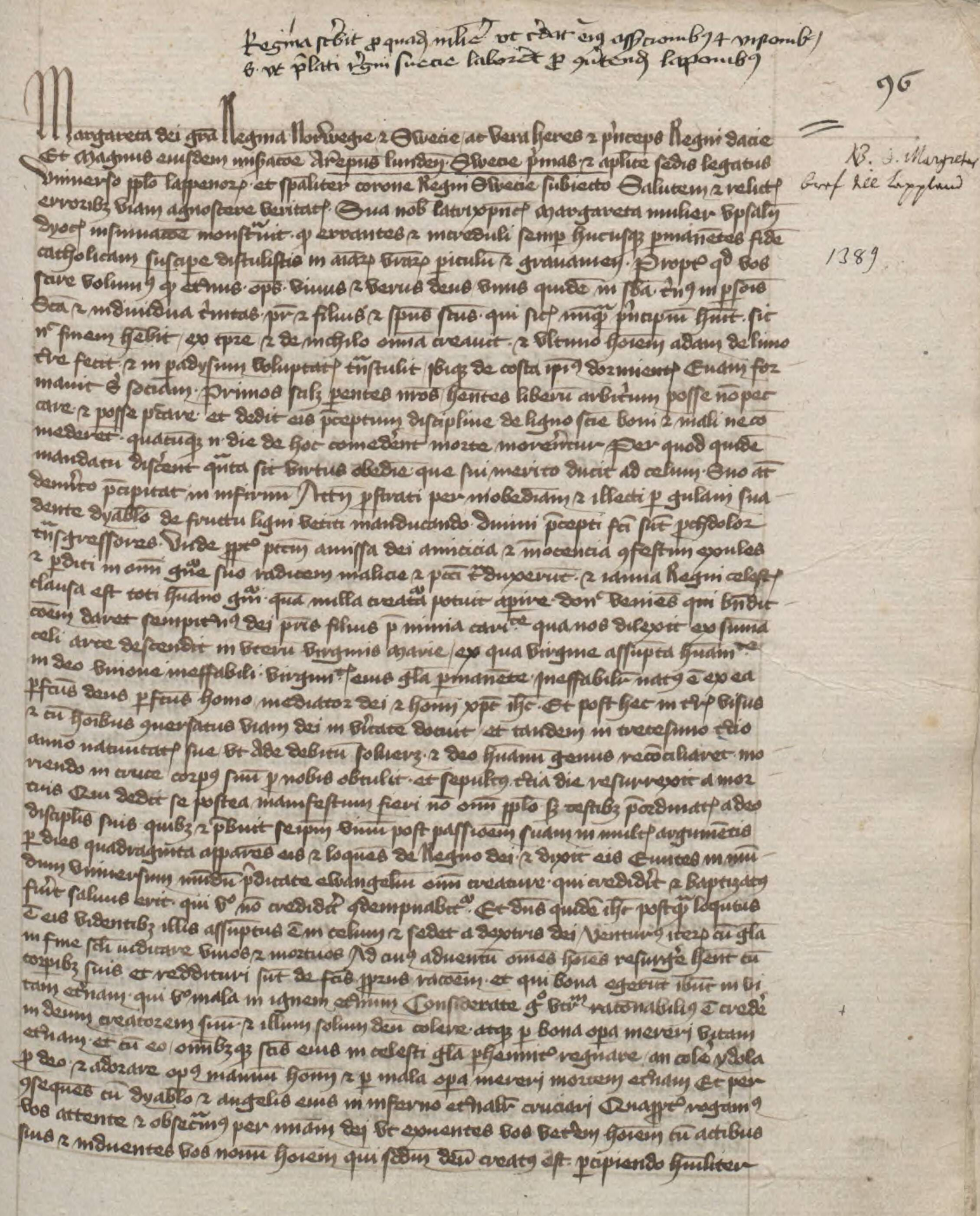
Kopia av det brev utgivet av Drottning Margareta i vilket samekvinnan Margareta omnämns.

År 1389 i samband med en uppvaktning av drottning Margareta och ärkebiskop Magnus Nielsen i Lund skrevs ett brev till samerna i Sverige på latin. I brevet uppmanades samerna att överge sin avgudadyrkan, som skulle leda till eviga plågor i avgrunden med djävulen och hans änglar. Istället skulle folket genom tron på den sanne guden och goda gärningar förvärva himmelens salighet som lön. Skrivelsen avslutades med en uppmaning till ärkebiskop Henrik i Uppsala att arbeta för samernas omvändelse. Detta brev är ett av de äldsta dokumenten där ordet "lapp" används. Margareta har nu fått tillstånd att missionera från högsta ort. 
Margareta missionerade i tjugo år för samerna, men det tycks ha varit fåfängligt. Hon vistades i Uppsala och Stockholm och försökte på nytt få fullmakt att sprida kristendomen. Med en franciskanermunk, Filip Pettersson och en norsk abbot, Sten, som stöd, sökte hon 1413 Erik av Pommerns godkännande att missionera.   
Margaretas senare öden är okända. Något senare fanns dock i Sverige ett verksamt intresse för samernas omvändelse. Lappland fick vid denna tid sin förste namngivne missionär, Toste, som Erik av Pommern i ett brev till domkapitlet i Uppsala år 1419 rekommenderar till erhållande av understöd och uppmuntran. Missionären uppges i brevet i några år ha "predikat kristendom bland lapparne och nu ämna uppbygga kapell för dem".
Margareta ska också, enligt odaterade brev, ha sagt sig ha mottagit uppenbarelser. Kyrkan hade undersökt dessa, men inte kunnat avgöra om de skulle anses ha kommit från Gud eller Satan.